# Sándor Peics
Dans le nom hongrois Peics Sándor, le nom de famille précède le prénom, mais cet article utilise l’ordre habituel en français Sándor Peics, où le prénom précède le nom.
Sándor Peics, aussi appelé Aleksandar Peics ou Alexandre Peic, est un footballeur et entraîneur hongrois, né le 10 octobre 1899 et mort en 1965. International hongrois à une reprise.

## Biographie
Sándor Peics, mieux connu comme Alexandre Peics, joue comme milieu de terrain au sein de l’Újpest de Budapest, puis à Vérone, en Italie. C’est en Italie qu’il commence sa carrière d'entraîneur, dirigeant des équipes comme le Prato SC, l'AS Cosenza, Cerignola, Vérone et l'AC Perugia. Il fait un détour d’une saison en Suisse où il dirige les joueurs de La Chaux-de-Fonds.
Son arrivée au Portugal remonte à la saison 1943/44, au service de Belenenses, club basé à Lisbonne, avec lequel il remporte le championnat de Lisbonne. Il signe ensuite pour un nouveau bail avec les bleus de Lisbonne, mais ne termine pas la saison. Après plusieurs passages au sein de clubs lusitaniens (Académica, Vitória Setúbal, O Elvas), il rejoint le prestigieux Sporting lors de la saison 1949/50, succédant à Cândido de Oliveira, qui avait tout gagné. Au terme de celle-ci, il finit 2e avec de nombreux regrets. Lors de cette saison, les quatre premiers sont des clubs de Lisbonne (Benfica, l’Atlético et Belenenses).
En 1950 il est de retour chez les bleus de l'Os Belenenses, mais encore une fois il ne finit pas la saison, et signe pour la suivante dans le nord du pays auprès du Vitória Guimarães. Après une saison moyenne, finissant 10e du championnat portugais, il entame une deuxième saison avant d’être remplacé par Candido Tavares. On sait que par la suite il entraîne encore d’autres clubs portugais jusqu’au début des années 1960, passant notamment par le SC Braga, le Cova da Piedade ou encore le FC Penafiel. On perd ensuite sa trace.
Alexandre Peics utilisait un système tactique très en vogue à cette époque, le WM, qui avait pour principale orientation le marquage d’homme à homme des défenseurs centraux sur les avants-centres.

## Statistiques

### Joueur
| Championnats | Championnats  | Championnats        | Championnats | Championnats | Coupes nationales | Coupes nationales | Coupes continentales | Coupes continentales | Sélection Hongrie | Sélection Hongrie | Total   | Total |
| Saison       | Club          | Pays                | Matches      | Buts         | Matches           | Buts              | Matches              | Buts                 | Matches           | Buts              | Matches | Buts  |
| ------------ | ------------- | ------------------- | ------------ | ------------ | ----------------- | ----------------- | -------------------- | -------------------- | ----------------- | ----------------- | ------- | ----- |
| 1920-21      | Újpest TE     | D.I                 | ?            | ?            | ?                 | ?                 | ?                    | ?                    | ?                 | ?                 | ?       | ?     |
| 1921-22      | Újpest TE     | D.I                 | ?            | ?            | ?                 | ?                 | ?                    | ?                    | ?                 | ?                 | ?       | ?     |
| 1922-23      | Újpest TE     | D.I                 | ?            | ?            | ?                 | ?                 | ?                    | ?                    | 1                 | 0                 | ?       | ?     |
| 1923-24      | Újpest TE     | D.I                 | ?            | ?            | ?                 | ?                 | ?                    | ?                    | ?                 | ?                 | ?       | ?     |
| 1924-25      | Újpest TE     | D.I                 | ?            | ?            | ?                 | ?                 | ?                    | ?                    | ?                 | ?                 | ?       | ?     |
| 1925-26      | Hellas Verona | Prima Divisione     | 21           | 1            | 0                 | 0                 | -                    | -                    | 0                 | 0                 | 21      | 1     |
| 1926-27      | Hellas Verona | Divisione Nazionale | 9            | 0            | 1                 | 0                 | -                    | -                    | 0                 | 0                 | 10      | 0     |
| Total        | Total         | Total               | ?            | ?            | ?                 | ?                 | ?                    | ?                    | ?                 | ?                 | ?       | ?     |

### Entraîneur
| Résultats | Résultats            | Résultats           | Résultats | Résultats | Résultats | Résultats | Total       | Total  | Total      |
| Saison    | Club                 | Pays                | Victoires | Nuls      | Défaites  | Titres    | % Victoires | % Nuls | % Défaites |
| --------- | -------------------- | ------------------- | --------- | --------- | --------- | --------- | ----------- | ------ | ---------- |
| 1935-36   | Prato SC             | Série C             | ?         | ?         | ?         | -         | ?           | ?      | ?          |
| 1935-36   | AS Cosenza           | Série C             | ?         | ?         | ?         | -         | ?           | ?      | ?          |
| 1936-37   | US Cerignola         | Série C G.E         | ?         | ?         | ?         | -         | ?           | ?      | ?          |
| 1937-38   | FC La Chaux-de-Fonds | 1e Ligue            | ?         | ?         | ?         | 1         | ?           | ?      | ?          |
| 1938-39   | FC La Chaux-de-Fonds | D.I                 | 9         | 4         | 9         | -         | ?           | ?      | ?          |
| 1939-40   | Hellas Verona        | Série B             | ?         | ?         | ?         | ?         | ?           | ?      | ?          |
| 1940-41   | AC Perouse           | Série C             | ?         | ?         | ?         | ?         | ?           | ?      | ?          |
| 1942-43   | AC Rimini            | Série C             | ?         | ?         | ?         | ?         | ?           | ?      | ?          |
| 1943-44   | Os Belenenses        | I Divisão           | ?         | ?         | ?         | 1         | ?           | ?      | ?          |
| 1944-45   | Os Belenenses        | I Divisão           | ?         | ?         | ?         | ?         | ?           | ?      | ?          |
| 1946-47   | Académica            | I Divisão           | 8         | 4         | 14        | ?         | ?           | ?      | ?          |
| 1947-48   | Vitória Setúbal      | I Divisão           | 8         | 3         | 15        | ?         | ?           | ?      | ?          |
| 1948-49   | O Elvas              | I Divisão           | 7         | 7         | 12        | ?         | ?           | ?      | ?          |
| 1949-50   | Sporting CP          | I Divisão           | 23        | 1         | 10        | -         | 67,65 %     | 2,94 % | 29,41 %    |
| 1950-51   | Os Belenenses        | I Divisão           | ?         | ?         | ?         | ?         | ?           | ?      | ?          |
| 1951-52   | Vitória Guimarães    | I Divisão           | 9         | 3         | 14        | ?         | ?           | ?      | ?          |
| 1952-53   | Vitória Guimarães    | I Divisão           | ?         | ?         | ?         | ?         | ?           | ?      | ?          |
| 1959-60   | FC Penafiel          | III Divisão Série A | ?         | ?         | ?         | ?         | ?           | ?      | ?          |
| Total     | Total                | Total               | ?         | ?         | ?         | ?         | ?           | ?      | ?          |

### En sélection nationale
Il débute en sélection nationale le 24 septembre 1922 en match amical contre l’Autriche. Match qui se solde par un match nul, 2 à 2. Cela est sa seule et unique sélection.
| Date              | Club      | Compétition | Adversaire | Résultat | Tps de jeu | Buts |
| ----------------- | --------- | ----------- | ---------- | -------- | ---------- | ---- |
| 24 septembre 1922 | Újpest TE | Amicale     | Autriche   | 2-2      | 90         | 0    |

## Palmarès

### Joueur
- Vice-champion du Championnat de Hongrie en 1920-21 et 1922-23 avec l'Újpest TE
- Finaliste de la Coupe de Hongrie en 1921-22, 1922-23 et 1924-25, avec l'Újpest TE

### Entraîneur
- Vainqueur du Championnat de l’AF Lisbonne en 1943-44 avec l'Os Belenenses[6].
- Finaliste du « Campeonato Nacional » en 1946-47, avec les juniors de l'Académica[12].
- Vice-champion du Championnat du Portugal en 1949-50 avec le Sporting CP